# Garrucha
Garrucha là một đô thị thuộc tỉnh Almería, ở cộng đồng tự trị Andalusia, Tây Ban Nha. Đô thị này có diện tích 8 km², dân số năm 2005 là 7037 người. Garrucha là một hải cảng bên bờ đông nam Địa Trung Hải, tả ngạn sông Antas.

## Biến động dân số
| 1999  | 2000  | 2001  | 2002  | 2003  | 2004  | 2005  |
| ----- | ----- | ----- | ----- | ----- | ----- | ----- |
| 5,156 | 5,292 | 5,465 | 5,828 | 6,123 | 6,525 | 7,037 |

Nguồn: INE (Tây Ban Nha)